# 光芒柱属
光芒柱属（学名：Lasiocereus）为仙人掌科的一个属。

## 下属物种
本属包括以下物种：
- Lasiocereus fulvus F.Ritter
- Lasiocereus fulvus Rauh & Backeb.
- Lasiocereus rupicola F.Ritter